# Diplazium dameriae
Diplazium dameriae là một loài dương xỉ trong họ Athyriaceae. Loài này được Pic.Serm. mô tả khoa học đầu tiên..
Danh pháp khoa học của loài này chưa được làm sáng tỏ. 